# 曼斯維爾 (紐約州麥迪遜縣)
曼斯維爾（英語：Munnsville）是位於美國紐約州麥迪遜縣的村。

## 人口
根據2020年美國人口普查的數據，曼斯維爾的面積為2.27平方千米，皆為陸地。當地共有人口454人，而人口密度為每平方千米200人。